# うれしくって抱きあうよ (アルバム)
『うれしくって抱きあうよ』（うれしくってだきあうよ）は、2010年3月10日にリリースされたYUKIの5枚目のアルバム。

## 概要
YUKIのアルバム作品としてはベストアルバム『five-star』以来2年5ヶ月ぶり、オリジナルアルバムとしては前作『Wave』から約3年半ぶりのリリースとなる。YUKIのアルバム作品としては、JUDY AND MARY時代も含めて初の日本語タイトルの作品となる。
収録曲全13曲のうち、6曲はシングルおよびカップリング曲である。ベストアルバム『five-star』以降のシングル・カップリング曲が収録されているが、16thシングル「ワンダーライン」、配信限定シングルで19thシングル「COSMIC BOX」にも収録された「メッセージ」、先行シングルとなった20thシングル「うれしくって抱きあうよ」収録の「誘惑してくれ」は収録されていない。
通常盤（CDのみ）・初回限定盤（CD+DVD）の2タイプで発売される。ジャケットはそれぞれ異なる。
本作を引っさげ、約2年ぶりとなる全国ツアー「YUKI concert tour 2010“うれしくって抱きあうよ”」が2010年7月3日よりスタート。また、アルバム発売を記念して3月5日に過去のYUKIのライブDVD映像を映画館で上映する「YUKI "LIVE DVD NIGHT" @ Shinjuku WALD9」が開催された。
本人曰く、「このアルバムは、どの曲も“今”のことを歌っているなと思うんです」。
オリコン週間アルバムチャートでは初登場1位を記録。これにより『joy』から4作品連続でのアルバムチャート1位獲得となり、JUDY AND MARY時代に記録した3作連続（『FRESH』『WARP』『The Great Escape -COMPLETE BEST-』）の記録を更新した。

## 収録曲
| #         | タイトル                                  | 作詞      | 作曲                          | 編曲                | 時間  |
| --------- | ----------------------------------------- | --------- | ----------------------------- | ------------------- | ----- |
| 1.        | 「朝が来る」                              | YUKI      | mugen                         | 百田留衣            | 5:02  |
| 2.        | 「プレゼント」                            | YUKI      | HALIFANIE                     | 百田留衣            | 3:43  |
| 3.        | 「COSMIC BOX」                            | YUKI      | mugen                         | 百田留衣            | 4:47  |
| 4.        | 「ランデヴー」                            | mugen     | mugen                         | 百田留衣            | 4:05  |
| 5.        | 「just life! all right!」                 | YUKI      | 大川カズト                    | 大川カズト          | 5:14  |
| 6.        | 「チャイニーズガール」                    | YUKI      | 小形誠                        | 百田留衣            | 4:21  |
| 7.        | 「恋愛模様」                              | YUKI      | 古川貴浩                      | 安部潤              | 3:43  |
| 8.        | 「さようなら、おかえり」                  | YUKI      | mugen                         | 百田留衣            | 3:39  |
| 9.        | 「うれしくって抱きあうよ」                | YUKI      | mugen                         | 百田留衣            | 6:16  |
| 10.       | 「ミス・イエスタデイ」                    | YUKI      | Nanami                        | 橋本竜樹            | 4:27  |
| 11.       | 「汽車に乗って」(Strings Arrange：弦一徹) | YUKI      | 大川カズト                    | 大川カズト          | 5:29  |
| 12.       | 「同じ手」                                | YUKI      | Tricia McTeague / Jez Ashurst | 百田留衣 / 石成正人 | 3:44  |
| 13.       | 「夜が来る」                              | YUKI      | 大川カズト                    | 百田留衣            | 3:59  |
| 合計時間: | 合計時間:                                 | 合計時間: | 合計時間:                     | 合計時間:           | 58:29 |

### DVD (初回盤のみ)
| #  | タイトル                                     | 作詞 | 作曲・編曲 |
| -- | -------------------------------------------- | ---- | ---------- |
| 1. | 「Dance!Dance!Dance!」(撮り下ろしダンス映像) |      |            |
| 2. | 「うれしくって抱きあうよ」(music video)      |      |            |
| 3. | 「COSMIC BOX」(music video)                  |      |            |
| 4. | 「ランデヴー」(music video)                  |      |            |
| 5. | 「汽車に乗って」(music video)                |      |            |

### 楽曲解説
1. 朝が来る
  - 別バージョンがJ-WAVE「Tune in to a new world〜はじまりのはじまり」キャンペーンソングとして使用された。このバージョンは21stシングル「2人のストーリー」にカップリング曲として収録されている。
2. プレゼント
  - au LISMOドラマ「still life」主題歌。NHK教育テレビジョン「めざせ!会社の星」オープニングテーマ。
3. COSMIC BOX
  - 19thシングル曲。東宝配給映画『曲がれ!スプーン』主題歌。
4. ランデヴー（4:05）
（作詞・作曲：mugen／編曲：百田留衣）
  - 18thシングル曲。
5. just life! all right!
  - 17thシングルのカップリング曲。
6. チャイニーズガール
  - イメージは「アジア人の女の子二人組ユニットのデビュー曲」[4]。
7. 恋愛模様
  - ビッグバンドのジャズアレンジ曲。70歳の友人・櫻子のことを書いた[4]。歌詞の一部は京都弁を使った[5]。
8. さようなら、おかえり
9. うれしくって抱きあうよ
  - 20thシングル曲。
10. ミス・イエスタデイ
  - 18thシングルのカップリング曲。角川配給映画『インスタント沼』主題歌。
11. 汽車に乗って
  - 17thシングル曲。シングル収録バージョンに比べて、イントロの汽車の走行音が数秒短くなっている。
12. 同じ手
  - 温かいたくさんの手に支えられているイメージで、テーマは「手触り」[2]。
13. 夜が来る

## 演奏
- 百田留衣
  - Programming & All Other Instruments (#1-6.8.9.11.13)
  - Guitar (#4)
- 佐野康夫：Drums (#2.4)
- KANAME：Bass (#2.3)
- 名越由貴夫：Guitar (#2.3.4.10)
- 阿部耕作 (THE COLLECTORS)：Drums (#3)
- 皆川真人：Piano (#3.4)
- 湯浅篤：Programming & All Other Instruments (#3)
- 種子田健：Bass (#4.11)
- 石成正人
  - Guitar (#5.11.12)
  - Mandolin (#11)
- 大川カズト：Programming & All Other Instruments (#5.11)
- 波多江健：Drums (#7)
- 川崎哲平：Wood Bass (#7)
- 安部潤：Piano (#7)
- エリック宮城、西村浩二、横山均、中山浩介：Trumpet (#7)
- 村田陽一、東條あづさ、川原聖仁：Trombone (#7)
- 佐藤潔：Tuba (#7)
- 吉田治、鈴木圭：Alto Sax (#7)
- 山本拓夫、今尾敏道：Tenor Sax (#7)
- 竹野昌邦：Baritone Sax, Clarinet, Bass Clarinet (#7)
- 小松シゲル (NONA REEVES)：Drums (#9)
- 大神田智彦：Bass (#9)
- 奥田健介 (NONA REEVES)：Guitar (#9)
- 橋本竜樹：Programming & All Other Instruments (#10)
- 弦一徹：Strings Arrangement (#11)
- 伊藤直樹：Drums, Djembe (#11)
- 弦一徹ストリングス：Strings (#11)